# Hans Gross Kriminalmuseum
Das Hans Gross Kriminalmuseum wurde 1896 von dem Grazer Juristen Hans Gross gegründet. Er war zu dieser Zeit Untersuchungsrichter am Landesgericht für Strafsachen in Graz.
Es befindet sich in den Räumlichkeiten der Karl-Franzens-Universität Graz und gehört zu dieser.
Derzeit kann das Kriminalmuseum nicht besucht werden. Während der Sanierungsarbeiten, die bis Ende 2019 andauern, werden jedoch multimediale Führungen außerhalb des Hauptschauraumes angeboten.

## Allgemein
Das Gross'sche Kriminalmuseum war ursprünglich kein Museum der herkömmlichen Art, sondern wurde als Lehrmittelsammlung errichtet, die zur Ausbildung von Studenten, Untersuchungsrichtern und Kriminalbeamten dienen sollte. Gross erwirkte einen Erlass des Ministeriums, um Lehrmaterial zu bekommen, und trat auch selbst an die Oberlandesgerichte heran, die zu ihrem Sprengel gehörigen Gerichte anzuweisen, Objekte an das Museum zu senden. Der genauen Katalogisierung und Aufstellung der Objekte diente eine von ihm selbst verfasste „Vorschrift für das Kriminalmuseum“. Diese Sammlung der verschiedensten Corpora Delicti war das Spiegelbild seiner leidenschaftlichen Begeisterung für sachliche Beweismittel. Dahinter stand seine Überzeugung, dass Zeugenaussagen wenig zuverlässig seien, und er erhoffte sich vom Sachbeweis eine wesentlich höhere Wahrscheinlichkeit der Fallaufklärung. Die Unverlässlichkeit der Zeugen begründete er mit den Mängeln der Sinneswahrnehmung, den Fehlern des Gedächtnisses und der tiefgreifenden Verschiedenheit der Menschen überhaupt. Der Zeuge kann sich irren, täuschen oder etwas übersehen, und deshalb könne von einer absolut richtigen und unbeeinflussten Zeugenaussage nur in den seltensten Fällen gesprochen werden. Deshalb bewertete Gross die sachlichen Beweismittel wesentlich höher. Seiner Meinung nach ist eine aufgefundene Spur oder ein mikroskopisches Präparat ein unbestechliches, einwandfreies Zeugnis, bei dem Irrtum und einseitige Auffassung ausgeschlossen sind.
Sieben Jahre später, 1912, ging für Gross ein Lebenstraum in Erfüllung: Es kam zur Eröffnung des „K.k. Kriminalistischen Instituts an der Universität Graz“. Es war weltweit das erste Institut dieser Art und diente als Vorbild für spätere derartige Einrichtungen. Erst jetzt wurde das von Hans Gross vor 16 Jahren ins Leben gerufene Kriminalmuseum an die Universität übertragen und dem neuen Institut angegliedert.

## Entstehung
Das neue Kriminalistische Institut wurde im Keller des Nordtraktes des Hauptgebäudes der Universität untergebracht. Leider war der Zustand dieser Räume so desolat, dass Gross im Winter 1913/1914, wegen des gesundheitsbedrohlichen Raumklimas den wissenschaftlichen Betrieb zum Großteil einstellen musste. Die Raumtemperaturen überschritten auch in der heißesten Sommerzeit nie 9 bis 10 Grad. Danach führte Gross den äußeren Betrieb des Institutes in seiner Wohnung weiter. Die Sammlung wurde in Kisten verpackt und verblieb in den Räumen des Institutes. Nach dem Tod von Hans Gross ließ sein Nachfolger Adolf Lenz das Kriminalmuseum im Meerscheinschloss in der Mozartgasse wieder im Gross'schen System aufstellen. Über die Dauer des Zweiten Weltkrieges wurde die Sammlung dort erhalten. Die Umwidmung der Räumlichkeiten im Meerscheinschloss machte 1980 den Umzug des Kriminologischen Institutes nötig, das wieder in das Strafrechtsinstitut eingegliedert wurde. Es wurde in dem ehemaligen St.-Anna-Kinderspital, ebenfalls in der Mozartgasse, wo die Sammlung im Parterre in dafür adaptierten Räumen aufgestellt wurde, untergebracht. Der Kustos des Museums, Michael Suppanz, stellte die Sammlung teils nach dem Gross'schen System, teils nach der von Ernst Seelig entwickelten Einteilung in Verbrechertypen wieder auf. Suppanz betreute die Sammlung weiter, bis sich im Jahre 2000 Gernot Kocher des Kriminalmuseums annahm und Angehörige des Instituts für Österreichische Rechtsgeschichte und Europäische Rechtsentwicklung mit der Vorbereitung zur Neueröffnung betraute.

## Sammlung
Hans Gross bezeichnete die Sammlung als den realen Mittelpunkt des Kriminologischen Institutes. Für die Aufstellung des Museums verwendete Hans Gross eine gemischte Methode, d. h., er stellte im Ganzen 32 Gruppen von Objekten auf, die entweder systematisch in Ausstellungsvitrinen oder aber im Magazin des Museums angeordnet waren. Mit folgender die kriminalistische Sammlung strukturierender und von Hans Gross getroffener Einteilung kann man sich einen Überblick über die im Museum vorhandenen Sammlungsgegenstände, von denen die meisten aus der Zeit Hans Gross’ stammen, verschaffen:
1. Forensische Medizin, z. B. zertrümmerte Knochen stets mit dem betreffenden Werkzeug (Projektil, Hammer etc.), präparierte Hautstücke mit Strangulationsmarken, Einschussöffnungen etc.
2. Präparate, z. B. Blut-, Eiter-, Samenpräparate, Menschenhaare im Vergleich mit Tierhaaren etc.
3. Giftstoffe
4. Instrumente, mit denen eine Körperverletzung zugefügt wurde
5. Projektile, die aufgefunden wurden, samt Beschreibung der Wirkung der verwendeten Waffe (z. B. Rundkugel, Spitzkugel, Geschoß mit Treibspiegel, Patrone mit Randzündung, mit Stift- oder Zentralzündung, Schrot etc.)
6. Blutspuren Muster von Tüchern, Stoffen, Papieren, Tapeten, Holzarten, Steinsorten etc., die mit Ochsenblut bespritzt wurden, um zu zeigen, wie verschiedene Blutspuren je nach der Unterlage aussehen können. Dazu eine Sammlung von Spuren, die von Substanzen herrühren, die Blut vortäuschen können, z. B. Rost, Kautabak, rote Tinte, gewisse Schimmelpilze etc.
7. Blutspuren, die nach sorgfältigen Methoden von Mauern, Steinen, Holz etc., abgenommen und konserviert wurden
8. Fußspuren in Gips, Lehm, Wachs, Zement, Brotkrumen etc. Hierher gehören auch Fotos von Fußspuren, Zeichnungen und Vermessungen derselben
9. Papillarlinien der Finger
10. Sonstige Spuren, z. B. Holz, von einer Kugel gestreift, Glasscheiben, von Schrotschüssen zertrümmert, Kleidungsstücke, von einer Waffe beschädigt etc.
11. Karten, markiert oder gefälscht, falsche Würfel und sonstige Requisiten von Falschspielern
12. Falsifikate von Urkunden, Siegeln, Stempeln, Maßen und Gewichten samt Apparaten zur Herstellung
13. Diebswerkzeuge für Einbruch, Nachsperre, Taschendiebstahl, Wilderei etc.
14. unechte Kunstgegenstände, Antiquitäten und derlei Fälschungen
15. Brandlegungsapparate und derlei Werkzeug, Mittel für Sprengungen, Explosionen etc.
16. Fotografien von Verbrechern mit möglichst genauen Angaben über deren Generalien, Vorstrafen, Eigentümlichkeiten etc.
17. Handschriften von Verbrechern mit denselben Angaben
18. Querulanteneingaben und sonstige gerichtliche Eingaben von Narren
19. Chiffrenschriften, sowohl tatsächlich verwendete als auch absichtlich nach den verschiedensten Systeme zusammengestellte
20. Lokalaufnahmen von wichtigen Tatorten
21. Kopien von besonders guten und mustergültigen Aufnahmen im Zuge von Lokalaugenscheinen
22. Restaurierungen von zerrissenem, aufgeweichtem, vergilbtem, verkohltem Papier samt Angaben über die dabei angewandten Methoden
23. Waffen verschiedenster Art, lediglich als Demonstrationsobjekte
24. Gaunersprache, Sammlung der bisher bekannten und neu bekannt werdender Ausdrücke
25. Gaunerzinken; Verständigungszeichen der Gauner, wie sie an Wegkreuzen, Kapellen, Scheunen etc. zu finden sind
26. Aberglauben; alle Gegenstände des Aberglaubens sind von größter Wichtigkeit, da nur durch sie in vielen Fällen Art, Grund und Motiv eines Verbrechens, sowie die Art und Weise seiner Verübung aufgeklärt, werden können
27. Bei Zigeunern beschlagnahmte Gegenstände; z. B. Diebswerkzeuge, Apparate zum Wahrsagen etc., wie sie nur bei Zigeunern vorkommen
28. Verstellungskünste und ihre Vorrichtungen (falsche Bärte, Arme, Bartfärbemittel etc.)
29. Gefängniserzeugnisse zum Zwecke gegenseitiger Verständigung in den Untersuchungen, Geheimschriften und auch bei Fluchtversuchen verwendete Werkzeuge etc.
30. Tätowierungen z. B. aufgefundener Leichen
31. Vergleichsobjekte, die nicht direkt mit einer Strafsache zusammenhängen, sondern entweder anderweitig entstanden sind oder speziell hierfür erzeugt wurden
32. Varia, hier nirgends eingeteilte Gegenstände